# نفرین (آلبوم)
نفرین نخستین آلبوم غیررسمی محسن چاوشی بود که در دی ۱۳۸۲ بدون مجوز رسمی از جانب وزارت فرهنگ و ارشاد اسلامی روانه بازار شد و موفقیت قابل توجهی برای چاوشی به ارمغان آورد. آهنگ‌سازی و تنظیم تمام ۸ آهنگ این آلبوم را خود محسن چاوشی انجام داده‌است و ترانه سرایان حمید مصدق، حسین صفا، ستاره کاظمی، مژگان عباسی، مریم حیدرزاده، محسن چاوشی میباشند.

## فهرست آهنگ‌ها
| نام ترانه    | ترانه‌سرا      | آهنگساز    | تنظیم کننده |
| ------------ | ------------- | ---------- | ----------- |
| نفرین        | مریم حیدرزاده | محسن چاوشی | محسن چاوشی  |
| کفتر چاهی    | حسین صفا      | محسن چاوشی | محسن چاوشی  |
| فاصله        | محسن چاوشی    | محسن چاوشی | محسن چاوشی  |
| خبر مرگ      | حمید مصدق     | محسن چاوشی | محسن چاوشی  |
| لیلی و مجنون | مژگان عباسی   | محسن چاوشی | محسن چاوشی  |
| راه دشوار    | مریم حیدرزاده | محسن چاوشی | محسن چاوشی  |
| مسافر غریبه  | ستاره کاظمی   | محسن چاوشی | محسن چاوشی  |
| غریب مادر    | مریم حیدرزاده | محسن چاوشی | محسن چاوشی  |